# Astragalus sparsus
Astragalus sparsus är en ärtväxtart som beskrevs av Joseph Decaisne. Astragalus sparsus ingår i släktet vedlar, och familjen ärtväxter. Inga underarter finns listade i Catalogue of Life.